# Brachygluta jacobina
Brachygluta jacobina är en skalbaggsart som beskrevs av Thomas Casey 1908. Brachygluta jacobina ingår i släktet Brachygluta och familjen kortvingar. Inga underarter finns listade i Catalogue of Life.